# Język laura
Język laura (a. laora) – język austronezyjski używany w prowincji Małe Wyspy Sundajskie Wschodnie w Indonezji, jeden z języków wyspy Sumba; 10 tys. użytkowników (1997).
Dzieli się na dwa dialekty: laura właściwy, mbukambero (bukambero). O ile w publikacji Ethnologue (wyd. 16–24) został wyróżniony jako oddzielny język, to z innych doniesień (1900) wynika, że chodzi o niezbyt odrębny dialekt języka wewewa; tak też sklasyfikowali go autorzy bazy danych Glottolog, kwestionując zasadność klasyfikacji Ethnologue.